# Tagulinus histrio
Genre
Espèce
Tagulinus histrio, unique représentant du genre Tagulinus, est une espèce d'araignées aranéomorphes de la famille des Thomisidae.

## Distribution
Cette espèce est endémique du Viêt Nam.

## Description
La femelle holotype mesure 4,5 mm.

## Publication originale
- Simon, 1903 : Études arachnologiques. 33e Mémoire. LIII. Arachnides recueillis à Phuc-Son (Annam) par M. H. Fruhstorfer (nov-dec. 1899). Annales de la Société Entomologique de France, vol. 71, p. 725-736 (texte intégral).